# Patrick McHenry

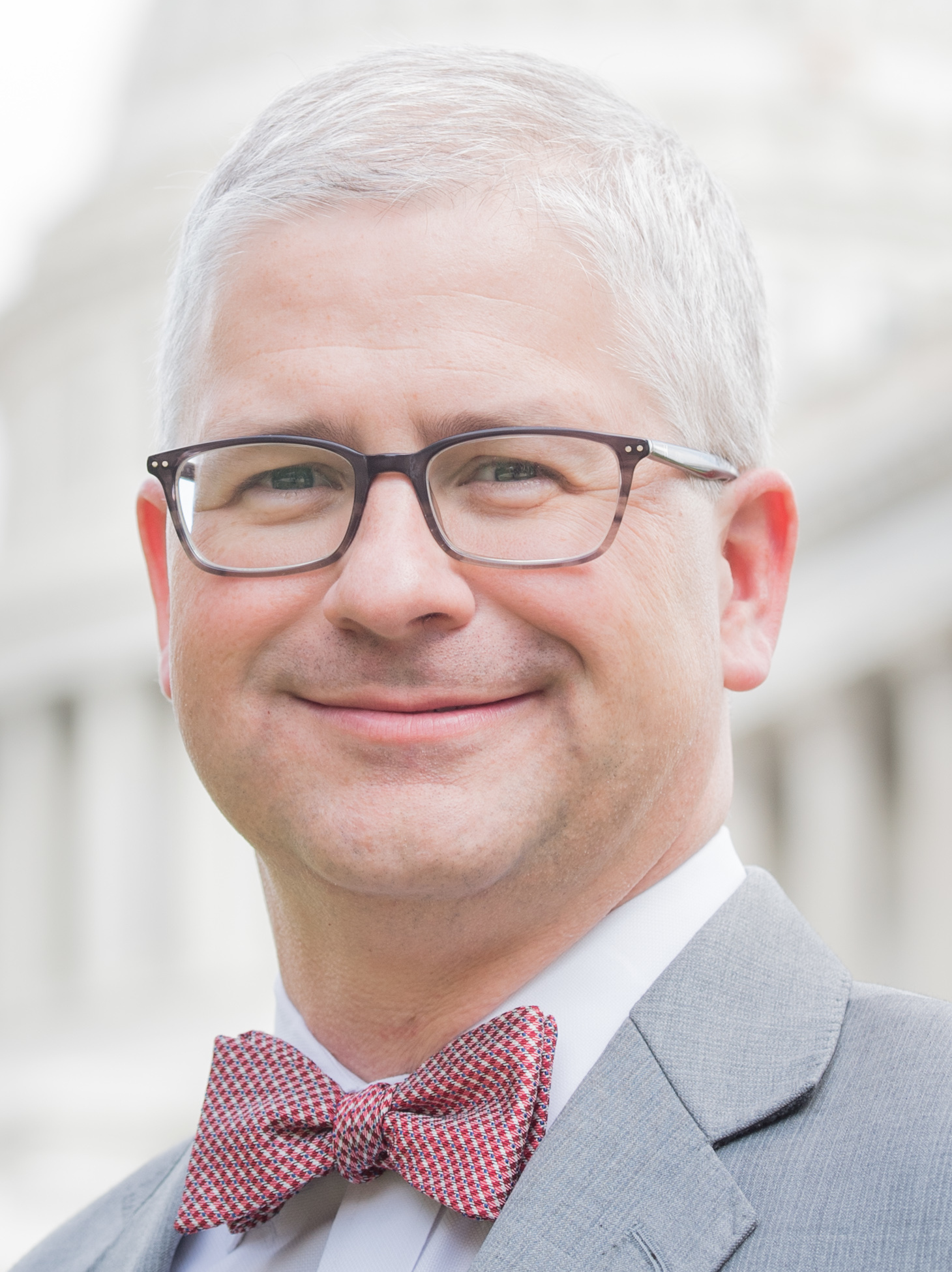
Patrick McHenry (2018)

Patrick Timothy McHenry (* 22. Oktober 1975 in Charlotte, North Carolina) ist ein US-amerikanischer ehemaliger Politiker der Republikanischen Partei. Er vertrat von 2005 bis 2025 den Bundesstaat North Carolina im US-Repräsentantenhaus und war von 2023 bis 2025 Vorsitzender des Finanzausschusses. Im Oktober 2023 amtierte er für 23 Tage als kommissarischer (pro tempore) Sprecher des Repräsentantenhauses im 118. Kongress der Vereinigten Staaten.

## Werdegang
Patrick McHenry besuchte bis 1994 die Ashbrook High School in Gastonia. Anschließend studierte er an der North Carolina State University in Raleigh und danach bis 1999 am Belmont Abbey College. Danach arbeitete er als Grundstücksmakler.
Politisch schloss sich McHenry der Republikanischen Partei an. Im Jahr 2001 erhielt er eine Stelle beim US-Arbeitsministerium. Von 2002 bis 2004 saß er als Abgeordneter im Repräsentantenhaus von North Carolina. Bei den Kongresswahlen des Jahres 2004 wurde McHenry im zehnten Wahlbezirk von North Carolina in das US-Repräsentantenhaus in Washington, D.C. gewählt, wo er am 3. Januar 2005 die Nachfolge von Cass Ballenger antrat. Er konnte alle folgenden neun Wahlen zwischen 2006 und 2022 gewinnen. Seine letzte Legislaturperiode im Repräsentantenhaus des 118. Kongresses lief bis zum 3. Januar 2025. Er ist bzw. war Mitglied im Finanzausschuss und im Committee on Oversight and Government Reform sowie in insgesamt fünf Unterausschüssen.
Am 3. Oktober 2023 wurde mit Kevin McCarthy zum ersten Mal in der Geschichte der Vereinigten Staaten ein Sprecher des Repräsentantenhauses der Vereinigten Staaten durch ein Misstrauensvotum abgesetzt. McHenry wurde anschließend kommissarisch (pro tempore) Sprecher des 118. Kongress der Vereinigten Staaten, da McCarthy ihn an die Spitze seiner geheimen „Nachfolgeliste“ gemäß Artikel I, Absatz 8 der Geschäftsordnung des Repräsentantenhauses gesetzt hatte. McHenry hatte nicht die üblichen Fähigkeiten und Bevollmächtigungen eines Sprechers, sondern präsidierte im Wesentlichen nur über die Wahl eines Nachfolgers für McCarthy. Er war 23 Tage lang kommissarischer Amtsinhaber, ehe die Republikaner Mike Johnson zu McCarthys Nachfolger wählten. McHenry selbst hatte kein entsprechendes Interesse gezeigt.
McHenry verzichtete auf eine erneute Kandidatur bei den Wahlen zum Repräsentantenhaus der Vereinigten Staaten 2024. Mit dem Ende des 118. Kongresses am 3. Januar 2025 endete seine zwanzigjährige Karriere im Repräsentantenhaus. Für den zehnten Kongresswahlbezirk North Carolinas wurde Pat Harrigan in das Repräsentantenhauses im 119. Kongress der Vereinigten Staaten gewählt, French Hill übernahm den Vorsitz des Finanzausschusses.